# Phytosciara wui
Phytosciara wui är en tvåvingeart som beskrevs av Yang, Zhang och Yang 1995. Phytosciara wui ingår i släktet Phytosciara och familjen sorgmyggor.
Artens utbredningsområde är Zhejiang (Kina). Inga underarter finns listade i Catalogue of Life.